# San Pier d'Isonzo
San Pier d'Isonzo is een gemeente in de Italiaanse provincie Gorizia (regio Friuli-Venezia Giulia) en telt 1937 inwoners (31-12-2004). De oppervlakte bedraagt 9,1 km², de bevolkingsdichtheid is 210 inwoners per km².
De volgende frazioni maken deel uit van de gemeente: Cassegliano all'Isonzo, San Zanut, Bovegliano.

## Demografie
San Pier d'Isonzo telt ongeveer 805 huishoudens. Het aantal inwoners steeg in de periode 1991-2001 met 3,8% volgens cijfers uit de tienjaarlijkse volkstellingen van ISTAT.
| Jaar | Inwoneraantal |
| ---- | ------------- |
| 1991 | 1822          |
| 2001 | 1892          |

## Geografie
De gemeente ligt op ongeveer 18 m boven zeeniveau.
San Pier d'Isonzo grenst aan de volgende gemeenten: Fogliano Redipuglia, Ronchi dei Legionari, Ruda (UD), San Canzian d'Isonzo, Turriaco, Villesse.
Capriva del Friuli · Cormons · Doberdò del Lago · Dolegna del Collio · Farra d'Isonzo · Fogliano Redipuglia · Gorizia · Gradisca d'Isonzo · Grado · Mariano del Friuli · Medea · Monfalcone · Moraro · Mossa · Romans d'Isonzo · Ronchi dei Legionari · Sagrado · San Canzian d'Isonzo · San Floriano del Collio · San Lorenzo Isontino · San Pier d'Isonzo · Savogna d'Isonzo · Staranzano · Turriaco · Villesse
1. ↑  https://demo.istat.it/?l=it.